# Bonnefond
Bonnefond – miejscowość i gmina we Francji, w regionie Nowa Akwitania, w departamencie Corrèze.
Według danych na rok 1990 gminę zamieszkiwało 136 osób, a gęstość zaludnienia wynosiła 3 osoby/km² (wśród 747 gmin Limousin Bonnefond plasuje się na 483. miejscu pod względem liczby ludności, natomiast pod względem powierzchni na miejscu 49.).

## Populacja

Populacja Bonnefond w latach 1962–2008